# 雄激素替代疗法
雄激素替代療法（英語：Androgen replacement therapy, ART），通常用於對抗男性性腺機能減退造成「男性更年期」的影響。它通常涉及通過注射，護膚霜，貼片，凝膠或皮下顆粒給予睾酮。它也被用來減輕影響或延遲正常男性老化的發作。然而，這是有爭議的，並且是正在進行的臨床實驗的主題。